# Torna kontrakt
Torna kontrakt var ett kontrakt i Lunds stift inom Svenska kyrkan. Kontraktet församlingar låg inom Lunds kommun. Kontraktet utökades och namnändrades 2018  till Torna och Bara kontrakt.
Kontraktskoden var 0701. 

## Administrativ historik
Kontraktet omfattar från före 1962:
- Lunds domkyrkoförsamling
- Lunds landsförsamling som 1944 uppgick i Lunds domkyrkoförsamling
- Sankt Peters klosters församling
- Norra Nöbbelövs församling
- Dalby församling
- Hällestads församling som 2002 uppgick i Dalby församling
- Bonderups församling som 2002 uppgick i Dalby församling
- Södra Sandby församling
- Hardeberga församling som 2006 uppgick i Södra Sandby församling
- Lackalänga församling som 1974 överfördes till Rönnebergs kontrakt
- Stävie församling som 1974 överfördes till Rönnebergs kontrakt
- Revinge församling som mellan 1940 och 1962 ingick i Frosta kontrakt och som 2006 uppgick i Södra Sandby församling
- Silvåkra församling  som mellan 1940 och 1962 ingick i Frosta kontrakt och som 2002 uppgick i Veberöds församling
- Everöds församling som 1939 överfördes till Färs kontrakt
- Veberöds församling som 1942 tillförts från Färs kontrakt
- Våmbs församling som 1942 tillförts från Färs kontrakt och som 2002 uppgick i Veberöds församling
- Fjelie församling som 1974 överfördes till Bara kontrakt
- Flädie församling som 1974 överfördes till Bara kontrakt
- Vallkärra församling som 1992 uppgick i Torns församling
- Stångby församling som 1992 uppgick i Torns församling
- Västra Hoby församling som 1992 uppgick i Torns församling
- Håstads församling som 1992 uppgick i Torns församling

1962 bildades
- Lunds Allhelgonaförsamling

1962 tillfördes från Bara kontrakt
- Stora Råby församling som 2012 uppgick i Lunds östra stadsförsamling

1962 tillfördes från Harjagers kontrakt
- Igelösa församling  som 1992 uppgick i Torns församling
- Odarslövs församling som 1992 uppgick i Torns församling

1974 tillfördes från Bara kontrakt
- Lyngby församling som 1995 uppgick i Genarps församling
- Genarps församling
- Gödelövs församling som även mellan 1 maj 1925 och 1962 ingått i Torna kontrakt och som 1995 uppgick i Genarps församling

1992 bildades
- Helgeands församling
- Torns församling
- Östra Torns församling som 2012 uppgick i Lunds östra stadsförsamling
- S:t Hans församling som 2012 uppgick i Lunds östra stadsförsamling